# Forlæggerforeningen
Forlæggerforeningen este o asociație a editurilor daneze. Asociația a fost fondată în 1837 sub numele Den Danske Forlæggerforening (Asociația Editurilor Daneze). Asociația a primit numele actual, la reuniunea anuală din 8 decembrie 2005, după câteva luni în care a fost denumită Dansk Forlæggerforening (Asociația Editurilor din Danemarca).
Membrii asociației realizează aproximativ 80% din totalul cifrei de afaceri de 2 miliarde de coroane (2004) a vânzărilor de carte în Danemarca.
Asociația Editurilor Daneze a instituit în 1957 premiul criticilor literari danezi, pe care asociația l-a decernat anual până în 1971 când a fost preluat de asociația criticilor literari danezi Litteraturkritikernes Lav.